# 용사 요시히코와 악령의 열쇠
《용사 요시히코와 악령의 열쇠》(勇者ヨシヒコと悪霊の鍵)은 2012년 10월 12일부터 같은 해 12월 21일까지 TV 도쿄 계열의 드라마 24(매주 금요일 24:12 - 24:52) 시간대에 방송된 야마다 다카유키 주연의 텔레비전 드라마이다.

## 출연진
- 요시히코 - 야마다 다카유키
- 단죠 - 다쿠마 신
- 무라사키 - 기나미 하루카
- 메레브 - 무로 츠요시
- 히사 - 오카모토 아즈사
- 부처 - 사토 지로
- 마왕 가리아스 - 나카오 류세이
- 악마족

### 게스트
1화
- 늙은 요시히코 - 아라이 카즈오
- 늙은 단죠 - 고토 마사오키
- 늙은 무라사키 - 호시노 아키코
- 장로 - 사카타 타다시
- 오르토가 - 스즈키 후쿠 (우정출연)
- 오르단 - 카미오 유
- 마왕 가리아스 - 나카오 류세이

2화
- 비도 - 호소다 요시히코
- 아리 - 히라노 아야 (우정출연)
- 서방님 - 미야자키 토무
- 공주 (변신중) - 바비 (포린러브)
- 공주 (본래의 모습) - 이토 마미코
- 메지로 - 타나카 미하루

3화
- 자지 - 아오키 무네타카 (포린러브)
- 가라이 - 야스다 겐
- 보스 - 미즈 맹그로브

4화
- 신인 도적 - 코야나기 유 (우정출연)
- 강사 - 야시마 노리토 (우정출연)
- 촌장 - 아난 켄지
- 귀신의 두목 - 누쿠미즈 요이치

5화
- 우물의 괴인 - 사쿠마 카즈유키
- 콘파치 - 미마타 마타조
- 오모리 - 스즈키 마사유키
- 유키노 - 무네다 슈쿠
- 이누이 - 마쓰무라 요세이
- 아마조 - 와타나베 타에코
- 코춍 - 다카노하시 키요코
- 쿄통 - 니시자와 쓰토무
- 히게토리 - 쓰보우치 사토루

6화
- 네르송 - 다이토 슌스케 (우정출연)
- 보르카노 - 타카하시 츠토무 (최종회)
- 타시슨 - 배정명
- 재키 편 - 아와네 마코토
- 사마르 탈리아 - 가마쿠라 타로
- 선인 - 카지하라 젠 (우정출연)

7화
- 가짜 요시히코 - 하마다 가쿠 (우정출연)
- 가짜 단죠 - 시시도 개발 (우정출연)
- 가짜 무라사키 - 아리무라 카스미
- 가짜 메레브 - 야마나카 타카시
- 루이다 - 사토 에리코 (우정출연)

8화
- 독심술 도적 - 토츠기 시게유키 (우정출연 / TEAM NACS)
- 흐로나 - 나카무라 유리
- 조자 - 카키자와 하야토
- 에르프 - 노무라 케이스케
- 카지노의 여자 - 타나카 코나쓰
- 개 - 포코 (개)

9화
- 모르간 - 다나카 나오키 (우정출연 / 코코리코)
- 도적 - 모리사키 히로유키 (우정출연 / TEAM NACS)
- 늑대인간 - 카쓰지 료
- 엘리자 - 사시하라 리노
- 콘파치 - 호리

10화
- 몬스터 - 오미즈 요스케 (러버 걸)
- 코우스케 - 사토 유우키
- 라임 - 키노시타 미사키
- 라고스 - 오이카와 이조

11화
- 데스타크 - 히라타 히로아키
- 황제 - 모리야마 슈이치로 / 이리노 미유
- 신포지온 - 오타케 마코토
- 신부 - 가마쿠라 타로

## 주문·특기
요시즈미
샤쿠레나
헤이미
햐다코리
벤루라
하츠코인
토라우므
나마루트
메라챠카
나기
타케시즌
다이베인
이누고라므
케아부레스
마타카요
파루푼테
오리 입
모샤스

## 부제
| 각 화                                                    | 방송일           | 부제                                                 | 장소                  | 항목                       | 메레브의 주문                                    | 히사가 익힌 무술     |
| -------------------------------------------------------- | ---------------- | ---------------------------------------------------- | --------------------- | -------------------------- | ------------------------------------------------ | -------------------- |
| 일                                                       | 2012년 10월 12일 | 전설의 용사가 돌아온다! 새로운 시련의 여행           | 카보이 촌             | 막상 검                    | 스위트 쵸햐드 요시즈미                           | -                    |
| 이                                                       | 2012년 10월 19일 | 사로 잡힌 신부를 탈환하라! 간자 촌의 사투            | 간자 촌               | 열쇠 루의 거울 일식 글라스 | 샤쿠레나                                         | 인술                 |
| 삼                                                       | 2012년 10월 26일 | 여자가 사라지는 괴기!? 드레이프 촌의 마물을 격파하라 | 드레이프 촌           | 마차                       | 헤이미                                           | 쌍절곤               |
| 사                                                       | 2012년 11월 2일  | 저주받은 토로단 촌... 최강의 유령을 격멸하라         | 토로단 촌             | 열쇠                       | 햐다코리                                         | 궁술                 |
| 오                                                       | 2012년 11월 9일  | 암흑 주술사를 공략하라! 사쿠라 촌 저주 수업          | 사쿠라 촌             | 우유 마이크&스피커 열쇠    | (벤루라)                                         | 브라질 유술          |
| 육                                                       | 2012년 11월 16일 | 지옥의 무도회를 제패하라! 아이시스 성 전사들         | 아이시스 촌           | 파워 물 열쇠               | 하츠코인                                         | 펜싱                 |
| 칠                                                       | 2012년 11월 23일 | 무적!? 거짓 용사를 토벌 해! 키라나 촌의 전설         | 키라나 촌             | 요시히코의 초상화 열쇠     | 토라우므                                         | 권투 (내일의 죠)     |
| 팔                                                       | 2012년 11월 30일 | 여행의 문에 돌입하라! 문포타 촌의 초위험한 함정      | 문포타 촌→파파라타 촌 | 볼 보물의 열쇠             | (나마루트)                                       | 취권                 |
| 구                                                       | 2012년 12월 7일  | 최종 보스 시동! 에스타스 촌의 최강 장비를 입수하라   | 에스타스 촌           | 오리하르콘                 | 메라챳카                                         | 북두신권 (북두의 권) |
| 십                                                       | 2012년 12월 14일 | 데스터크 성에 잠입하라! 암흑 계에 잠 환상의 지팡이   | 뒷면 세계             | 변화의 지팡이 라디오       | 나기                                             | -                    |
| 십일                                                     | 2012년 12월 21일 | 최종 결전! vs 빛으로 인도하는 용사의 영혼            | 뒷면 세계             | 빛의 구 악령의 열쇠        | 타케시즌 다이베인 이누고라므 케아부레스 마타카요 | -                    |
| 평균 시청률 4.5% (시청률은 칸토 지구·비디오 리서치 조사) |                  |                                                      |                       |                            |                                                  |                      |

## 제작진
- 각본·감독 - 후쿠다 유이치
- 제작 - 〈용사 요시히코와 악령의 열쇠〉 제작위원회
- 제작사 - TV 도쿄. 덴쓰